# The Conservative Caucus
The Conservative Caucus, ou TCC, est une organisation américaine de politique publique et groupe de pression mettant l'accent sur la base l'activisme citoyen et dont le siège est à Vienne, Virginie, une banlieue de Washington, D.C. Elle a été fondée en 1974 par Howard Phillips.

## Description
Howard Phillips, qui a dirigé jusqu'en 2012 lorsqu'il a pris sa retraite en raison de sa santé. Il a été remplacé par l'actuel président, Peter J. Thomas. La majeure partie du budget de 3,8 millions de dollars de l'organisation provient des efforts du New Right et des "gourous" de la collecte de fonds Richard Viguerie et Bruce Eberle.
L'organisation a produit une émission de télévision conservatrice hebdomadaire, Conservative Roundtable, qui a été animée par M. Phillips jusqu'à sa retraite. Howard Phillips a également été président de la Fondation pour la recherche, l'analyse et l'éducation du caucus conservateur (TCCF), une organisation 501(c)3 déductible d'impôt.

## Émission de télévisionConservative Roundtable
Conservative Roundtable était une émission de télévision a diffusé une émission hebdomadaire de télévision conservatrice produit par The Conservative Caucus à partir de 1991. Chaque épisode mettait en vedette Howard Phillips réalisant "des entretiens approfondis avec des personnalités clés de l'actualité, y compris des auteurs, des membres du Congrès, des candidats aux élections, des experts politiques, des inventeurs et des universitaires".
En 2004, plus de 400 épisodes avaient été diffusés à la télévision à travers le pays. Le spectacle s'est poursuivi jusqu'en 2012, date à laquelle Howard Phillips a quitté le caucus conservateur pour des raisons de santé. Le producteur de l'émission, Art Harman, a commenté qu'au cours des deux décennies de production de l'émission, elle avait atteint "20 millions de foyers sur 125 chaînes câblées dans tout le pays".

## Membres notables
- Howard Phillips
- Donald S. Mcalvany, membre du conseil d'administration[7].